# Tadeusz Drzażdżyński
Tadeusz Drzażdżyński (ur. 26 września 1888 w Głubczycach, zm. 19 stycznia 1935 we Wrocławiu) – polski prawnik z tytułem doktora, urzędnik ministerialny, działacz gospodarczy w II Rzeczypospolitej.

## Życiorys
Urodził się 26 września 1888 w Głubczycach, w rodzinie Stanisława, dyrektora gimnazjum, i Walerii z Rakowskich. Po maturze w gimnazjum studiował prawo i ekonomię na uniwersytetach we Wrocławiu, Monachium i w Berlinie, gdzie ukończył studia w 1913 uzyskując stopień doktora praw. Zdał egzaminy sędziowskie, po czym został mianowany asesorem rejencyjnym w Ministerstwie Wyżywienia Rzeszy w Berlinie, gdzie pracował do 1917. Po odzyskaniu przez Polskę niepodległości od grudnia 1918 kierował Wydziałem Administracji i Sądownictwa w Naczelnej Radzie Ludowej w Poznaniu. Następnie pełnił funkcje naczelnika wydziału, szefa sekcji oraz dyrektora Departamentu Aprowizacji w Ministerstwie byłej Dzielnicy Pruskiej. W sierpniu 1921 na własną prośbę odszedł ze służby państwowej. 
Od tego czasu do końca życia pełnił funkcje członka zarządu i dyrektora Związku Zachodnio-Polskiego Przemysłu Cukrowniczego w Poznaniu. Ponadto udzielał się w innych organizacjach, pełnił funkcje członka zarządu i dyrektora Naczelnej Organizacji Zjednoczonego Rolnictwa i Przemysłu Rolnego Zachodniej Polski, członka Międzynarodowej Rady Cukrowniczej, członka zarządu Centralnego Związku Przemysłu Polskiego, wiceprezesa Izby Przemysłowo-Handlowej w Poznaniu, wiceprezesa Polskiego Komitetu Narodowego Międzynarodowej Izby Handlowej, członka Państwowej Rady Kolejowej, członka Komitetu Celnego, radcy Państwowego. Instytutu Konjunktur Gospodarczych i Ceł, członka Rady Polsko-Brytyjskiej Izby Handlowej, członka rady naczelnej Polskiego Przemysłu Cukrowniczego. Na łamach prasy publikował artykuły o charakterze ekonomiczno-gospodarcze. Pełnił również funkcję konsula honorowego Królestwa Węgier. W latach II Rzeczypospolitej pracował na rzecz rozwoju gospodarki narodowej, w szczególności był zaangażowany w przemysł cukrowniczy. Był zaangażowany na rzecz społeczności akademickiej, w szczególności przy budowie domów akademickich w Poznaniu i w Jastrzębiej Górze.
Zmarł 19 stycznia 1935 we Wrocławiu w wieku 47 lat po długiej i ciężkiej chorobie. Po uroczystościach pogrzebowych w Poznaniu 22 stycznia 1935 tego samego dnia został pochowany w grobowcu rodzinnym na cmentarzu św. Piotra w Gnieźnie.

## Ordery i odznaczenia
- Krzyż Oficerski Orderu Odrodzenia Polski (3 maja 1928)[4][5][2][3][1]
- Złoty Krzyż Zasługi (9 listopada 1931)[6]
- Krzyż Oficerski Orderu Legii Honorowej (III Republika Francuska)[2][3][1]
- Order Zasługi (Królestwo Węgier)[2][3][1]
- Złota odznaka „Koła Przyjaciół Akademika”[1]